# Likwidator (Czarnobyl)

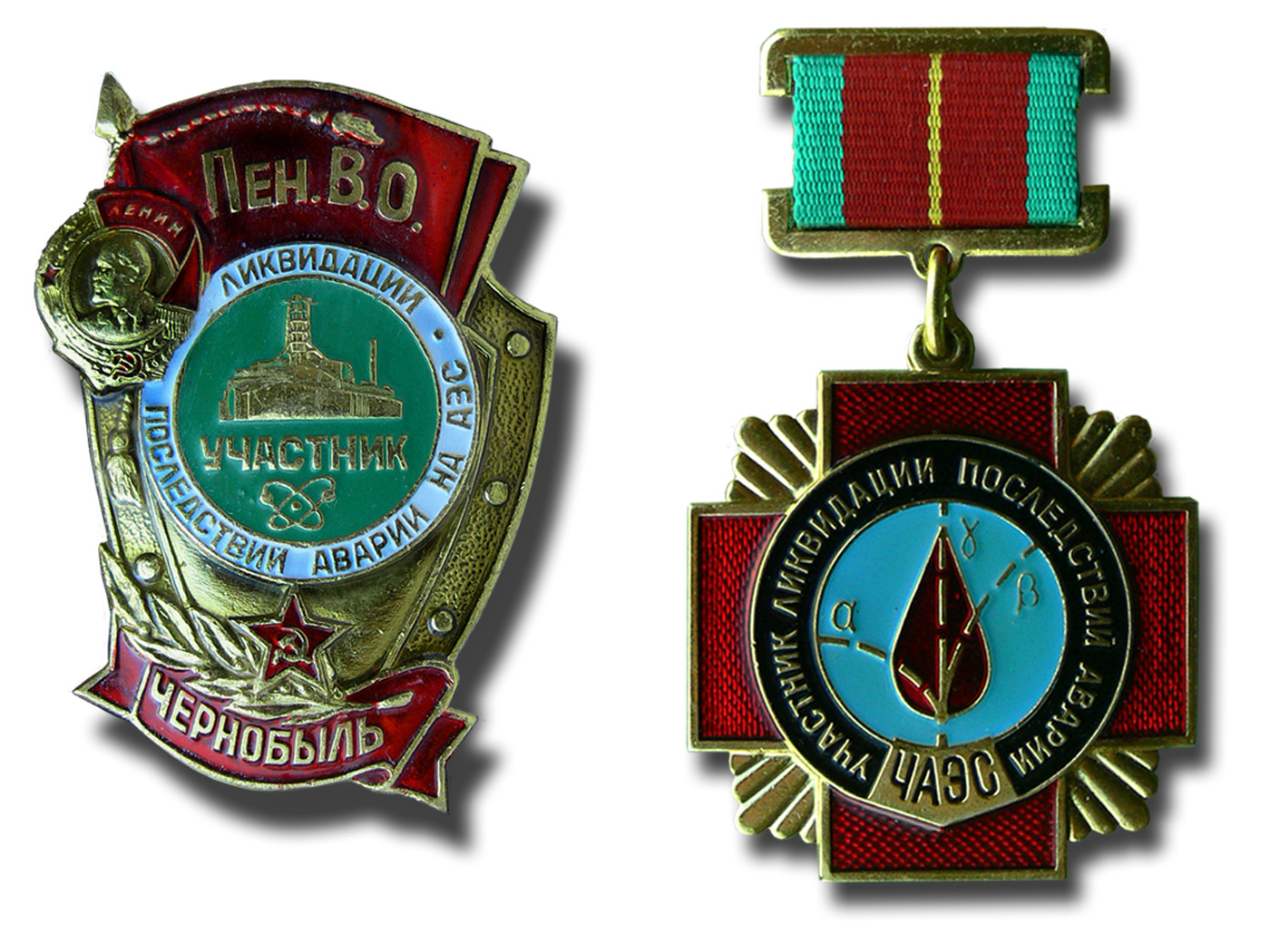
Radziecka odznaka i medal przyznawane likwidatorom

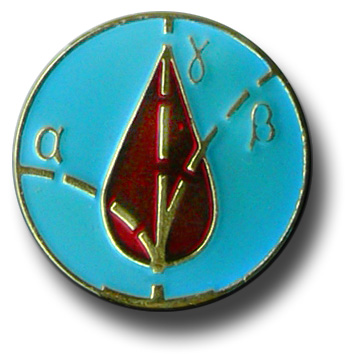
Centralny fragment odznaki likwidatorów, przedstawiający ślady cząsteczek alfa (α), beta (β) i gamma (γ) nad kroplą krwi

Likwidatorzy (ros. ликвидаторы) – nazwa nadana w Związku Radzieckim grupie około 800 tysięcy ludzi, którzy usuwali skutki katastrofy w Czarnobylskiej Elektrowni Jądrowej na miejscu zdarzenia.

## Skład grupy
- obsługa reaktorów RBMK
  - Jurij Korniejew, Boris Stolarczuk, Aleksandr Juwczenko (członkowie załogi reaktora numer 4 na zmianie w momencie katastrofy), Anatolij Diatłow (odpowiedzialny za bezpieczeństwo eksperymentu prowadzonego w reaktorze numer 4, zmarł w 1995 na zawał serca)
- około 40 strażaków, którzy jako pierwsi podjęli walkę ze skutkami katastrofy
- 300-osobowa brygada obrony cywilnej z Kijowa, która zakopała skażoną glebę
- personel medyczny
- robotnicy i wojskowi prowadzący akcję zamknięcia i oczyszczenia zagrożonej strefy
- pracownicy budujący tak zwany sarkofag nad zniszczonym reaktorem numer 4
- wojska wewnętrzne, które zabezpieczyły dostęp do kompleksu elektrowni
- „bioroboty”, którzy oczyszczali dach elektrowni w Czarnobylu z grafitowych elementów izolacji prętów paliwowych oraz innych znalezionych tam materiałów
- górnicy wypompowujący zanieczyszczoną wodę, by zapobiec przedostaniu się jej do wód gruntowych
- Nikołaj Melnik, bohater Związku Radzieckiego, pilot helikoptera, który umieścił czujniki promieniowania na reaktorze
- grupa sprzątaczek, które z opuszczonych domów usuwały jedzenie i inne psujące się materiały, aby zapobiec zagrożeniu epidemią
- myśliwi, którzy w tym samym celu oraz aby zapobiec roznoszeniu pyłu radioaktywnego, polowali na zdziczałe zwierzęta domowe i dzikie

## Zdrowie
Uważa się, że w latach 1986–1992 uczestniczyło w pracach wokół Czarnobyla od 600 tysięcy do miliona osób, których zdrowie było zagrożone z powodu promieniowania. Z powodu rozpadu ZSRR w 1991 roku ocena stanu zdrowia likwidatorów jest trudna, gdyż pochodzili oni z różnych krajów (głównie Ukrainy, Białorusi i Rosji, ale również innych byłych republik radzieckich). Ponadto rząd Rosji nigdy nie chciał podać prawdziwych danych dotyczących katastrofy lub chociaż poważnych szacunków. Według badań białoruskich lekarzy wskaźnik zachorowalności na nowotwory złośliwe wśród tej populacji jest około czterech razy większy niż u innych. Wszystkie dane, przytaczane przez różne agencje, są kontrowersyjne.
Według oficjalnych danych 20 tysięcy likwidatorów z republik bałtyckich (Litwa, Łotwa, Estonia) uczestniczyło w usuwaniu skutków katastrofy jądrowej w latach 1986-1989. W 2016 roku na Łotwie oficjalnie zarejestrowano 5044 likwidatorów, jak również 1428 dzieci, które urodziły się w rodzinach likwidatorów po katastrofie. Do 2019 roku zmarło półtora tysiąca likwidatorów z Łotwy. Większość z nich miała 40-50 lat w chwili śmierci, a zatem 20 lat poniżej średniej krajowej dla mężczyzn. Wśród likwidatorów tylko jedna osoba na cztery nie doświadczyła znaczącego wpływu na zdrowie lub utraty zdolności do pracy.

## 20 lat po katastrofie
W 20. rocznicę katastrofy miało miejsce wiele wydarzeń.
Likwidatorzy przybyli na wiec w Kijowie, by poskarżyć się na pogarszające się odszkodowania i opiekę medyczną. Podobne wiece miały miejsce w wielu innych miastach byłego Związku Radzieckiego.
W dniu 25 kwietnia 2006 roku, na cmentarzu Bajkowa w Kijowie, odsłonięto pomnik Bohatera Związku Radzieckiego Leonida Tielatnikowa – jednego z pierwszych likwidatorów.
Z okazji 20. rocznicy amerykańska organizacja charytatywna Dzieci Czarnobyla dostarczyła do Kijowa paczki z wartymi 1,7 miliona dolarów środkami medycznymi.
4200 likwidatorów, którzy obecnie mieszkają w Estonii, może liczyć na wprowadzenie estońskiego prawa o zapomogach. Jest to wynik spotkania ich reprezentantów z prezydentem Estonii Arnoldem Rüütelem, które odbyło się 26 kwietnia 2006. Jak wynika z estońskiego prawa, państwo może zapewnić pomoc i zapomogi tylko tym obywatelom, którzy są „prawowitymi potomkami” obywateli przedwojennej Republiki Estońskiej. Rosja, Białoruś i Ukraina nie przewidują żadnych ulg dla likwidatorów przebywających za granicą.
Niektórym likwidatorom zamieszkałym w Chabarowsku i pełniącym wtedy służbę wojskową odmówiono odszkodowań za utratę zdrowia, tłumacząc to tym, że nie byli oni zatrudnionymi robotnikami, ale żołnierzami wypełniającymi rozkazy. Mają oni prawo odwołania się do Europejskiego Trybunału Praw Człowieka w Strasburgu.